# Gørding
Gørding – miasto w Danii, w regionie Dania Południowa, w gminie Esbjerg.
W miejscowości jest przystanek kolejowy Gørding.